# Altkölnisch
Als Altkölnisch wird die Stadtsprache Kölns in der Zeit etwa vom 12. Jahrhundert bis zum 18. Jahrhundert bezeichnet. Diese Einteilung geht vor allem auf den Kölner Sprachwissenschaftler Adam Wrede (1875–1960) zurück, der umfangreiche Untersuchungen zur Entwicklung der Sprache in der Stadt Köln und im Umland sowie ihren Bezügen zu andern deutschen Großdialekten anstellte und dabei sowohl ein Wörterbuch des Altkölnischen als auch des modernen Kölschen erarbeitete.

## Geschichte
Seit der Mitte des 5. Jahrhunderts war die Stadt Köln unter fränkischer Herrschaft, die die knapp fünfhundertjährige römische ablöste.
Das Altkölnische entwickelte sich spätestens im 12. Jahrhundert auf der Basis der damaligen ripuarisch-altfränkischen und altniederfränkischen Sprachen der Region und des Spätalthochdeutschen. Die Kölner Sprache war also bereits während des Mittelalters hochdeutsch beeinflusst.
Die altkölnische Sprache war keine reine Mundart, sondern durchaus Schriftsprache der kirchlichen und weltlichen Stellen in der Stadt und ihrer Bürger im für die damalige Zeit gängigen Umfang. Die reichhaltige Überlieferung aus ihrer Anfangszeit weist eine mannigfaltige sprachliche Schichtung auf. Ab der ersten Hälfte des 16. Jahrhunderts sind auch literarische Schriften belegt.
Mit der im 16. Jahrhundert einsetzenden Zunahme der Einflüsse des Neuhochdeutschen wandelt sich die Schriftsprache in den Kanzleien und in Druckwerken stark, während das gesprochene Altkölnische davon weit weniger beeinflusst blieb. Erkennbar wird dies aus schriftlichen Zeugnissen des 18. Jahrhunderts, in denen erkennbar wird, wie sich das heutige Kölsche aus der damals gesprochenen Sprache herausbildet.
Mit dem ausgehenden 16. Jahrhundert wurde in Köln die eigene, niederfränkisch beeinflusste altkölnische Schriftsprache aufgegeben und auf die neuhochdeutsche Schriftsprache umgestellt. Seither gehen die gesprochene und die geschriebene Sprache eigene Wege. Dementsprechend sind schriftlichen Belege des Altkölnischen nun dünner gesät.

## Rechtschreibung
Charakteristisch für die Rechtschreibung des Altkölnischen war die Kennzeichnung der langen Vokale [aː], [oː] und [uː] durch ein Anfügen eines „i“ an den Buchstaben für ebendiesen Vokal. So schrieb man z. B. [ʔuːs] als „uis“ („aus“). Außerdem wurde [iː] durch ein „y“ dargestellt, was sich etwa an „syn“ [siːn] belegen lässt. Ferner stand das y auch in Diphthongen für ein [ɪ], wie es auch in umliegenden Schriftsprachen üblich war.